# Burgos (Isabela)
Burgos (Bayan ng Burgos) är en kommun i Filippinerna. Kommunen ligger på ön Luzon, och tillhör provinsen Isabela. Folkmängden uppgår till 20 422 invånare.
Burgos är indelat i 14 barangayer.